# آدلا هنوز شام نخورده
آدلا هنوز شام نخورده (چکی: Adéla ještě nevečeřela) یک فیلم کمدی سیاه به کارگردانی «اولدریخ لیپسکی» است که در سال ۱۹۷۷ تولید و در سال ۱۹۷۸ منتشر شد.
این فیلم، در دههٔ شصت خورشیدی،چندین بار از شبکه ۲ سیمای جمهوری اسلامی ایران پخش شد.

## خلاصه داستان
داستان فیلم «آدلا هنوز شام نخورده» در مورد گُلی گوشت‌خوار به اسم «آدلا» است که عادت به خوردن گوشت و بلعیدن موجودات زنده دارد. در این میان، یک دانشمند گیاه‌شناس که این گیاه عجیب و غریب را در اختیار دارد و از آن مراقب می کند، قصد انتقام از استاد سابق خود را نیز دارد و هر بار با طرح نقشه‌های متعدد، قصد دارد تا به اهداف خود برسد. در این میان «کارآگاه نیک کارتر» و دستیارش به دعوت رئیس پلیس پراگ، از آمریکا به پراگ سفر می‌کند تا در مورد مفقود شدن غیرعادی و مرموز یک سگ، تحقیقاتی بعمل آورد و ...

## جوایز
- ۱۹۸۰ - برندهٔ جایزه ساترن بابت بهترین فیلم خارجی
- ۱۹۸۰ - نامزد جایزه ساترن بابت بهترین فیلم تخیلی
- این فیلم همچنین یکی از گزینه‌های حضور در میان فیلم‌های خارجی برای «جایزه اسکار بهترین فیلم خارجی‌زبان»، در ۵۱مین دورهٔ جوایز اسکار در سال ۱۹۷۹ بود، که البته انتخاب نشد.[۲]